# Melanargia arge
Melanargia arge és una espècie de lepidòpter papilionoïdeu de la família dels nimfàlids (Nymphalidae) endèmica d'Itàlia.

## Denominació
Melanargia arge fou descrita per Johann Heinrich Sulzer el 1776.
Sinònim: Papilio ines Hoffmannsegg, 1804.

### Noms vulgars
Se l'anomena Italian Marbled White en anglès.

### Espècie propera
L'escac ibèric (M. lachesis) n'és un parent pròxim, però els dibuixos negres de l'anvers de M. arge són més petits.

## Descripció
És una papallona de mida mitjana que presenta un escaquer negre i blanc, però amb els patrons negres petits (simplement el dibuix dels límits de l'escaquer), excepte a les parts distals. Un ocel marca l'àpex de les anteriors i una línia d'ocels les posteriors.
El dors dibuixs en negre els límits dels escaquers i els ocels hi són ocres amb el centre blavós.

## Biologia

### Període de vol i hivernació
Vola al maig i el juny en una sola generació.

### Plantes hostes
L'eruga s'alimenta de gramínies.

## Ecologia i distribució
M. arge només és present a Itàlia, des del centre d'Itàlia fins a Calàbria i el nord-est de Sicília.

### Biòtop
Habita llocs rocosos herbosos.

### Protecció
M. arge apareix a la llista d'insectes estrictament protegits de l'annex 2 del Conveni de Berna.
Figura a la llista europea d'espècies animals d'interès comunitari de la Directiva d'Hàbitats, annex II.